# 小戰車

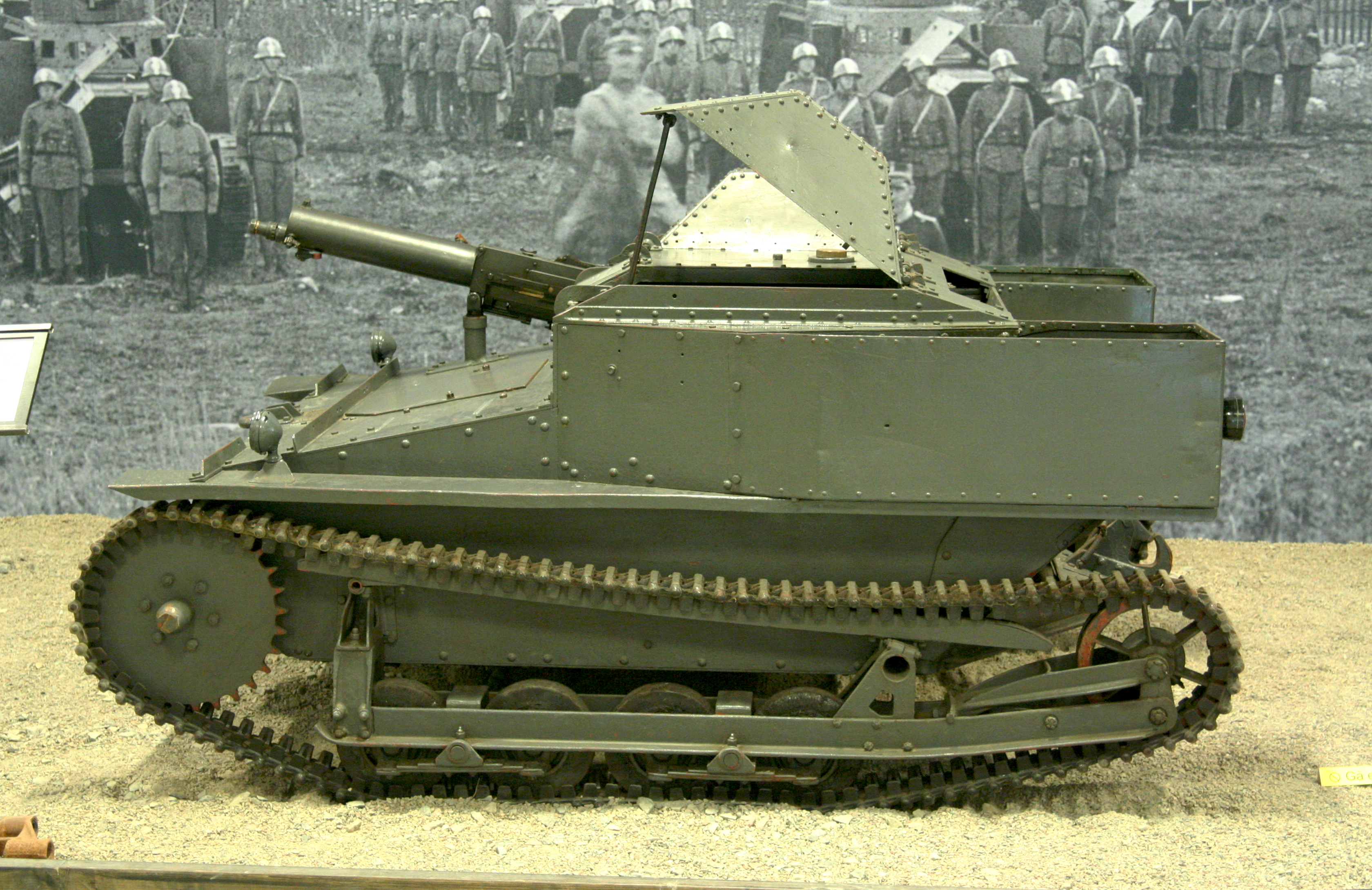
卡登·洛伊德超輕型戰車，它的設計深深地影響各國的小坦克。

小戰車（英語：Tankette），又譯超輕型坦克、迷你坦克，是一種輕型履帶裝甲戰鬥車輛，在外觀上和一般戰車非常接近，但是體型與轎車相似，由一至二人操作，通常以機槍或小口徑砲作主要武器，在1940年代以前常被用於支援步兵或者是擔任偵察任務。

## 發展

### 二次大戰前
一次大戰即將結束時，美國就嘗試研製種無砲塔的二人戰車福特3噸M1918，不過最後只生產出15輛，對後世並沒有造成重大影響。一戰結束後，各國軍事家對坦克在未來戰爭中的運用方式提出了不同的推測，其中一派認為，未來應該以坦克全面取代其他兵種，把坦克部隊視同海軍艦隊，由大型的主力艦與小型的護航艦組成，而小戰車正是負責「護航艦」的角色。但在戰後經濟大蕭條的背景下，各國皆無力建立大規模裝甲部隊，原本為「陸上艦隊」而設的小戰車則被視為正規坦克的廉價代替品，對於經費不足卻又想要成立足量裝甲戰力的國家來說乍看之下是最佳方案，故這類車款得到世界上資金緊絀卻又有軍事將領提倡裝甲戰力的軍事大國歡迎。

### 二次大戰
在二戰爆發前，大部份列強的陸軍都明白到這類小型戰鬥車輛火力與裝甲俱弱，若用於擔任高強度的進攻任務必然導致損失慘重，所以許多的小戰車在設計時已經考慮到用於戰鬥以外的用途，例如偵察巡邏、傳令、牽引裝備，有許多國家甚至為他們的小戰車配備了專用的拖車，以加強運送物資的能力。第二次世界大戰期間的實戰經驗，也顯示出小戰車面對反坦克武器時，防禦力相當薄弱，而且缺少空間安裝威力較大的武器或提升裝甲厚度会导致其作戰效能不足。除非正規坦克的數量不足，否則一般國家甚少派小戰車執行進攻任務。日本陸軍是一個例外，因為他們在一段相當長的時間內所面對的，都是缺乏反裝甲武器的敵人，再加上輕巧的車體能夠在惡劣的地形下通行，使得日軍的小戰車在中國戰場上足以擔負進攻任務。

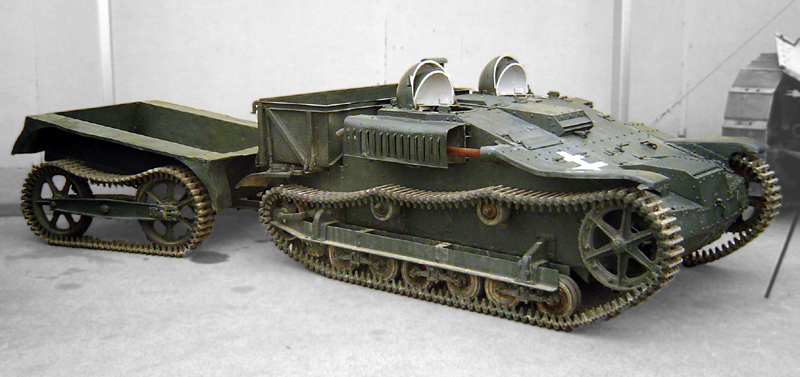
法國雷諾UE 2小戰車（法语：Chenillette Renault UE），車尾掛有運載物資的拖車。
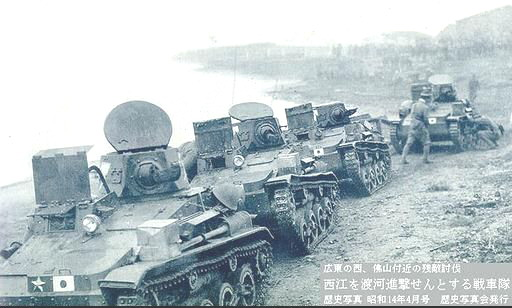
日本九四式輕裝甲車。日本的「豆戰車」都配備機槍塔，能夠攻擊任何方向突然出現的敵人。由此可見本車在設計之時，已經考慮到用於突入敵陣。

### 戰後

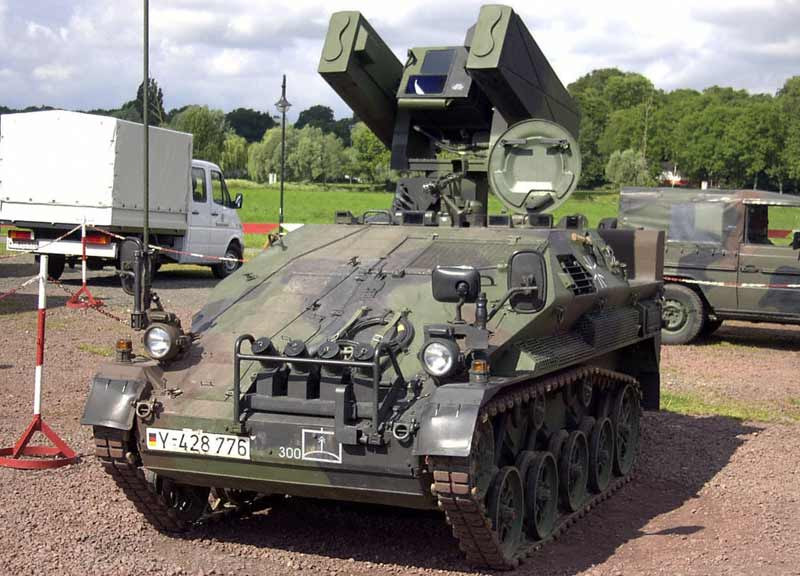
德國鼬鼠裝甲武器載具，為機降部隊而設的戰鬥車輛，繼承了「小戰車」的部份特色

經過二次大戰，火力薄弱小坦克不再被視為適合的戰鬥車輛。但二戰後無後座力砲越來越流行，人們開始考慮讓這種重量輕火力強的武器自走化，成為輕巧自走反坦克砲，於是就有M50盎圖斯無後座力自走炮與60式自走無反動砲的出現。雖然設計理念不盡相同，但這些超輕型戰鬥車輛大小與轎車相約，以履帶行動，輕裝甲，這些特色都與以往的小坦克相同。
在六十年代的英國推出了FV101蠍式小坦克和1970年代西德，為機降以及空中突擊部隊設計了一種鼬鼠裝甲車，能夠搭載機砲、導彈，或者運送兵員，也被視為小坦克的延續。苏联给空降兵研制装备的BMD战车，也属于此类。
隨著飛彈科技的發達，步兵手持的小型飛彈也可以對遠距離的坦克或飛機造成巨大威脅，小戰車又有重新崛起的價值，一輛小戰車有基本防護力能前進敵區（尤其是狹窄的城市戰）和引擎動力能搭載步兵許多倍的飛彈數量，成為一種新武力型態，21世紀後無人科技發達，武裝小戰車能改為遙控模式從遠距操控作戰，更增加了安全性和戰略價值。

### 註腳
1. ↑  The Revolution After Next: Making Vertical Envelopment by Operationally Significant Mobile Protected Forces a Reality in the First Decade of the 21st Century 的存檔，存档日期2012-02-13., Tedesco, Vincent J. III; Major, 美國陸軍高級軍事研究學院（英语：United States Army School of Advanced Military Studies）, 美國陸軍參謀學院（英语：Command and General Staff College）, 萊文沃思堡, United States, 2000, Page 15